# Kommunalwahlrecht (Thüringen)
Das Kommunalwahlrecht in Thüringen regelt die Kommunalwahlen in Thüringen. Gegenstand sind die Wahlen der Gemeindevertretungen und Kreistage sowie die Direktwahl der Bürgermeister und Landräte.

## Gesetze und Verordnungen
Die grundlegenden Rechtsquellen des Kommunalrechts in Thüringen sind die Verfassung des Freistaats Thüringen, die Thüringer Kommunalordnung (ThürKO), das Thüringer Gesetz über die Wahlen in den Landkreisen und Gemeinden (ThürKWG) sowie die Thüringer Kommunalwahlordnung (ThürKWO).

## Gemeindevertretungen und Kreistage
Die Gemeindevertretungen und Kreistage werden durch eine Verhältniswahl gewählt. Wahlgebiete sollten maximal 5.000 Einwohnern umfassen. Wahlvorschläge können Parteien, Wählergruppen oder einzelne Personen, die selbst als Einzelbewerber kandidieren, machen. Sie werden jeweils für einen Wahlbereich aufgestellt.
Das aktive Wahlrecht hat jeder EU-Bürger, der das 16. Lebensjahr vollendet und seit mindestens 3 Monaten seinen Hauptwohnsitz im Wahlgebiet hat. Jeder Wahlberechtigte hat drei Stimmen, die er kumulieren oder panaschieren kann. Wählbar ist jeder Wahlberechtigte, der das 18. Lebensjahr vollendet hat und seit mindestens drei Monaten seinen Hauptwohnsitz im Wahlgebiet hat.
Aufgrund eines Urteils des Thüringer Verfassungsgerichtshof vom 11. April 2008 wurde die bis dahin geltende Fünf-Prozent-Hürde für Parteien und Wählergruppen vom Gesetzgeber überprüft und gestrichen.
Die Wahlperiode dauert fünf Jahre. Die Mandate werden nach dem Quotenverfahren mit Restausgleich nach dem Hare/Niemeyer-Verfahren verteilt. Abhängig von der Einwohnerzahl der Gemeinde werden 6 bis 53 Gemeindevertreter gewählt.
| Einwohner           | Gemeindevertreter |
| ------------------- | ----------------- |
| bis 001.500         | 6                 |
| 501 bis 001.000     | 8                 |
| 1.001 bis 002.000   | 12                |
| 2.001 bis 003.000   | 14                |
| 3.001 bis 005.000   | 16                |
| 5.001 bis 010.000   | 20                |
| 10.001 bis 020.000  | 24                |
| 20.001 bis 030.000  | 30                |
| 30.001 bis 050.000  | 36                |
| 50.001 bis 100.000  | 42                |
| 100.001 bis 200.000 | 46                |
| über 200.000        | 50                |

## Direktwahl der Bürgermeister und Landräte
Die Bürgermeister und Landräte werden direkt gewählt. In kreisfreien Städten und größeren kreisangehörigen Städten gibt es einen Oberbürgermeister. Die Amtszeit beträgt in hauptamtlich verwalteten Gemeinden mindestens sechs Jahre. Die Wahl findet unabhängig von der Wahl des Gemeinderats statt. Der direkt gewählte Bürgermeister kann nur durch einen Bürgerentscheid abberufen werden. Zur Einleitung des Abwahlverfahrens bedarf es eines Beschlusses von zwei Dritteln der Mitglieder des Gemeinderats.
Das aktive Wahlrecht entspricht dem bei den Gemeinderats- und Kreistagswahlen. Bürgermeister und Landräte müssen mindestens 21 Jahre alt sein und dürfen zum Zeitpunkt der Wahl noch nicht das 65. Lebensjahr vollendet haben. Zudem müssen die übrigen Voraussetzungen für die Berufung in ein Beamtenverhältnis auf Zeit nach den Landesgesetzen für Thüringer Beamte erfüllt werden.
In einem ersten Wahlgang benötigen die Kandidaten zur Wahl zum Bürgermeister oder Landrat die absolute Mehrheit der gültigen Stimmen. Hat im ersten Wahlgang kein Kandidat die nötige Mehrheit, so findet am zweiten Sonntag nach der Wahl eine Stichwahl der beiden Bewerber mit den meisten Stimmen statt. Verzichtet einer der für die Stichwahl zugelassenen Bewerber auf die Teilnahme an der Wahl, so tritt an seine Stelle der Bewerber mit der nächsthöchsten Stimmenzahl. 